# Ruta Nacional 31 (Colombia)
La Ruta Nacional 31 es una ruta colombiana de tipo troncal que inicia en el municipio de Santander de Quilichao, departamento del Cauca y finaliza en el municipio de Palmira ,departamento del Valle del Cauca donde cruza con el tramo 2505 de la Ruta Nacional 25.  

## Antecedentes
La ruta fue establecida en la Resolución 339 de 1999 tomando el tramo 2504A de la Ruta Nacional 25 la cual va paralela a dicha ruta y permite el acceso a los municipios del suroriente del Valle del Cauca y del nororiente del Cauca con la Troncal de Occidente.

## Descripción de la ruta
La ruta posee una longitud total de 88,00 km. aproximadamente dividida de la siguiente manera:

### Ruta actual[1]
| Código | Tipo  | Recorrido                                  | Clasificación SINC                 | PR Inicial | PR Final | Longitud km. |
| ------ | ----- | ------------------------------------------ | ---------------------------------- | ---------- | -------- | ------------ |
| 3105   | Tramo | Santander de Quilichao - Florida - Palmira | Alternas a la Troncal de Occidente | 0+0000     | 88+0000  | 88,00        |

- Total kilómetros a cargo de INVIAS: 88,00 km.
- Total Kilómetros en concesión por la ANI: 0 km.
- Total Kilómetros en concesión departamental: 0 km.
- Total tramos (incluido tramos alternos): 1
- Total pasos o variantes: 0
- Total ramales: 0
- Total subramales: 0
- Porcentaje de vía en Doble Calzada: 0%
- Porcentaje de Vía sin pavimentar: 0%

## Municipios
Las ciudades y municipios por los que recorre la ruta son los siguientes:
Convenciones:
- Fondo Azul : Recorrido actual.
- Fondo Gris : Recorrido anterior.
- Negrita: Cabecera municipal.
- Texto azul: Ríos.
- Texto verde: Parques nacionales.

| Tramo | Municipio              | Recorrido | Departamento    |
| ----- | ---------------------- | --- | --------------- |
| 3105  | Santander de Quilichao | Santander de Quilichao. | Cauca           |
| 3105  | Caloto                 | Caloto (Acceso 31CC01 a La Placa y acceso 25CC26 a Villa Rica); El Palo (Cruce 3702 ); Río El Palo; Pilón; Huasano.                                                  | Cauca           |
| 3105  | Corinto                | Río Jagual; Corinto (Acceso 31CC02 a Puerto Tejada); Río La Paila; Quebrada Seca; Cruce 31CC03 (Acceso a Gualanday); Cruce 31CC04 (Acceso a Gualanday); Río Guengue. | Cauca           |
| 3105  | Miranda                | Miranda; (Acceso 31CC05 a Santa Ana); Río Desbaratado. | Cauca           |
| 3105  | Florida                | Río Las Canoas; Simón Bolívar; Río Fraile (Acceso 31VL01 a Chococito); Florida; Crucero La Industria (Acceso 3202 a Candelaria); Río Parraga.                        | Valle del Cauca |
| 3105  | Pradera                | Pradera (Acceso 25VL13 a Candelaria); Río Bolo. | Valle del Cauca |
| 3105  | Palmira                | Aguaclara (Acceso 31VL05 a La Buitrera); Palmira (Cruce 2505 ). | Valle del Cauca |

## Concesiones y proyectos
Actualmente la ruta no posee concesiones ni proyectos a la vista.